# DeJuan Collins
DeJuan Lamont Collins (Youngstown, 20 novembre 1976) è un ex cestista statunitense, professionista in Europa.
Nell'aprile 2012 è stato sospeso tre mesi dalla FIBA, per uso illecito di sostanze dopanti.

## Palmarès
- Campionato tedesco: 1

Alba Berlino: 2002-2003
- Campionato lituano: 3

Žalgiris Kaunas: 2006-2007, 2007-2008, 2010-2011
- Coppa di Germania: 1

Alba Berlino: 2003
- Coppa di Lituania: 2

Žalgiris Kaunas: 2008, 2011
- Coppa di Russia: 1

Krasnye Kryl'ja Samara: 2012-2013
- Lega Baltica: 2

Žalgiris Kaunas: 2007-2008, 2010-2011
- EuroChallenge: 1

Krasnye Kryl'ja Samara: 2012-2013